# الیزابت بدنتر
الیزابت بَدَنتِر (به انگلیسی: Elisabeth Badinter) (زاده ۵ مارس ۱۹۴۴) نویسنده، جامعه‌شناس و مدیر ارشد اجرایی فرانسوی است، که در حال حاضر به‌عنوان رییس هیئت مدیره شرکت پوبلیسیز فعالیت می‌نماید.